# كريستير يوهانسون (متزحلق)
كريستير يوهانسون (بالسويدية: Christer Johansson)‏ هو متزحلق سويدي، ولد في 11 نوفمبر 1950 في Bjurholm ‏ في السويد.

## وصلات خارجية
- كريستير يوهانسون على موقع أوليمبيديا (الإنجليزية)
- كريستير يوهانسون على موقع اللجنة الأولمبية السويدية (السويدية)